# Forushande
Forushande (em persa: فروشنده‎‎; no Brasil, O Apartamento e em Portugal, O Vendedor) é um filme iraniano de 2016, dirigido por Asghar Farhadi. O ator Shahab Hosseini conquistou o prêmio de interpretação masculina no Festival de Cannes 2016, pela sua atuação neste filme. O filme também levou o prêmio de melhor roteiro.
Venceu no Oscar 2017 e no Satellite Awards 2016 a categoria de Melhor filme estrangeiro. 
No Brasil, foi lançado nos cinemas pela Pandora Filmes em 5 de janeiro de 2017. Em setembro de 2021, a Pandora Filmes iniciou a pré-venda da edição limitada do filme em DVD em parceria com a Versátil Home Vídeo.

## Elenco
- Shahab Hosseini
- Taraneh Alidoosti
- Babak Karimi
- Farid Sajadhosseini
- Omid Abolpour
- Mina Sadati

## Recepção
No agregador de críticas Rotten Tomatoes, que categoriza as opiniões apenas como positivas ou negativas, o filme tem um índice de aprovação de 96% calculado com base em 196 comentários dos críticos que é seguido do consenso: "The Salesman dá uma olhada ambiciosamente complexa em temas instigantes, e os resultados bem atuados provam outra entrada consistentemente absorvente na distinta filmografia do roteirista e diretor Asghar Farhadi." Já no agregador Metacritic, com base em 36 opiniões de críticos que escrevem em maioria para a imprensa tradicional, o filme tem uma média aritmética ponderada de 85 entre 100, com a indicação de "aclamação universal".